# Nautilus (Magazin)
Nautilus – Abenteuer & Phantastik war eine monatlich erscheinende deutsche Zeitschrift rund um die Themen Film und Literatur im Genre der Phantastik, Fantasy und Science-Fiction. Ein besonderes Merkmal der Nautilus waren die Themenschwerpunkte der einzelnen Ausgaben.

## Ausrichtung
Thematisch war die Nautilus auf die Genres Fantasy, Abenteuer, Mystery, Science-Fiction, Horror und Thriller ausgerichtet. Als Filmmagazin konzentrierte sich die Nautilus auf Features zu aktuellen und kommenden Filmen, Setberichte, Interviews mit Regisseuren und Darstellen sowie auf Filmübersichten zu den jeweiligen Themen und Inhalten, denen ein Schwerpunkt im Heft gewidmet war. Dazu gab es Inhalte zu Romanen, Hörbüchern, Comics und Adventure-Games sowie Sachartikel zu Themen aus Wissenschaft, Historie, populären Mythen und dem Phantastik-Genre. 

## Entwicklung
Die Nautilus begann 1993 in der Tradition der Rollenspiel- und Phantastik-Zeitschrift ZauberZeit, welche mit dem Konkurs des Laurin-Verlags eingestellt wurde. Der Chefredakteur Jürgen Pirner gründete den Abenteuer Medien Verlag und führte die Zeitschrift unter neuem Namen weiter. Im Zuge der steigenden Popularität phantastischer Themen in den diversen Medien öffnete sich die Zeitschrift dem gesamten Spektrum.
Seit der Ausgabe 14, 12/2001, war die Nautilus im Pressevertrieb in der IVW-Gruppe „Kino-Magazine“ gelistet. Von 2002 bis 2004 war die Zeitschrift Organ zu Der Herr der Ringe und veröffentlichte Filmberichte, Interviews mit Schauspielern und Set-Designern sowie enzyklopädische Artikel zu J. R. R. Tolkien und Mittelerde. Im Bereich der Fantasy war die Nautilus unter anderem Organ von Buchverlagen wie Bastei Lübbe und Heyne. Seit der Ausgabe 27, 06/2006, erschien die Nautilus monatlich. Seit der Ausgabe 51, 06/2008, ließ sich jede Ausgabe online vorab durchblättern. In den Jahren 2011, 2012 und 2018 wurde die Nautilus mit dem Deutschen Phantastik Preis in der Kategorie Bestes Sekundärwerk prämiert. Im Jahre 2016 wurde die Zeitschrift mit dem 142. Heft als Print-Magazin eingestellt und wird seither als Online-Magazin weitergeführt.

## Redakteure und Autoren
Zu den Redakteuren der ersten Stunde zählten heute bekannte Fantasy- und SF-Autoren wie Thomas Finn, Bernhard Hennen, Uwe Anton oder Alexander Huiskes. 

## Sonstiges
Besondere Beachtung fand die Nautilus auch im Bereich Künstliche Intelligenz durch eine Schwerpunktausgabe mit CD-ROM im Jahre 2001 zu Robotern und A.I. und die Entwicklung des Chatbots Jabberwock auf der Basis des Charakters des Fantasy-Ungeheuers Jabberwocky aus Alice im Wunderland. Der Jabberwock gewann unter anderem 2003 den Loebner-Preis als „menschenähnlichste Künstliche Intelligenz“ und 2005 die internationale Chatterbox-Challenge.